# 马寿桃
马寿桃（1913年—1989年），男，宁夏平罗人，中国农学家，曾任宁夏农业科学研究所副所长，第三届全国人大代表，第五、六、七届全国政协委员。